# Berlin Open 1973
Il Berlin Open 1973 è stato un torneo di tennis giocato sul cemento. È stata la 1ª edizione del Berlin Open che fa parte del Commercial Union Assurance Grand Prix 1973. Si è giocato a Berlino in Germania dal 4 al 9 giugno 1973.

## Campioni

### Singolare
Hans-Jürgen Pohmann ha battuto in finale  Karl Meiler con il punteggio di 6–3 3–6 6–3 6–3

### Doppio
Jürgen Fassbender /  Hans-Jürgen Pohmann hanno battuto in finale  Joaquín Loyo-Mayo /  Raúl Ramírez con il punteggio di 4–6 6–4 6–4